# Чемпионат Европы по плаванию в ластах 2012
24-й Чемпионат Европы по плаванию в ластах проводился в итальянском городе Линьяно-Саббьядоро с 14 по 23 августа 2012 года.

## Распределение наград
*   Страна-организатор
| Место | Страна    | Золото | Серебро | Бронза | Всего |
| ----- | --------- | ------ | ------- | ------ | ----- |
| 1     | Россия    | 18     | 12      | 8      | 38    |
| 2     | Украина   | 4      | 9       | 6      | 19    |
| 3     | Италия*   | 9      | 3       | 4      | 16    |
| 4     | Германия  | 1      | 1       | 3      | 5     |
| 5     | Эстония   | 1      | 1       | 1      | 3     |
| 6     | Греция    | 1      | 1       | 0      | 2     |
| 7     | Швейцария | 1      | 0       | 1      | 2     |
| 8     | Франция   | 0      | 1       | 1      | 2     |
| 8     | Чехия     | 0      | 1       | 1      | 2     |
| 10    | Словения  | 0      | 1       | 0      | 1     |
| 10    | Беларусь  | 0      | 1       | 0      | 1     |
| 12    | Венгрия   | 0      | 0       | 1      | 1     |
| Всего | Всего     | 35     | 35      | 35     | 105   |

## Мужчины
| Дисциплина                  | Золото                                                                            | Золото      | Серебро                                                                               | Серебро     | Бронза                                                                             | Бронза      |
| --------------------------- | --------------------------------------------------------------------------------- | ----------- | ------------------------------------------------------------------------------------- | ----------- | ---------------------------------------------------------------------------------- | ----------- |
| 100 м с аквалангом          | Павел Кабанов · Россия                                                            | 31.99       | Александр Дроздов · Эстония                                                           | 31.88       | Чезаре Фумарола · Италия                                                           | 32.91       |
| 400 м с аквалангом          | Денис Грубник · Украина                                                           | 2:43.96     | Игорь Сапрыкин · Россия                                                               | 2:48.52     | Кристоф Ёфнер · Германия                                                           | 2:48.91     |
| 50 м в ластах               | Павел Кабанов · Россия                                                            | 15.48       | Чезаре Фумарола · Италия                                                              | 15.84       | Андреа Нава · Италия                                                               | 16.04       |
| 50 м в ластах, ныряние      | Павел Кабанов · Россия                                                            | 13.98       | Алексей Казанцев · Россия                                                             | 14.67       | Александр Дроздов · Эстония                                                        | 14.79       |
| 100 м в ластах              | Уильям Пол Болдуин · Греция                                                       | 34.18 WR    | Андреа Нава · Италия                                                                  | 35.26       | Чезаре Фумарола · Италия                                                           | 35.71       |
| 200 м в ластах              | Стефано Фиджини · Италия                                                          | 01:20.37 WR | Уильям Пол Болдуин · Греция                                                           | 01:20.77    | Денеш Канио · Венгрия                                                              | 01:21.37    |
| 400 м в ластах              | Стефано Фиджини · Италия                                                          | 02:57.07 WR | Денеш Канио · Венгрия                                                                 | 02:57.20    | Евгений Смирнов · Россия                                                           | 02:58.33    |
| 800 м в ластах              | Свен Лютцкендорф · Германия                                                       | 06:21.50    | Александр Одиноков · Украина                                                          | 06:23.89    | Стефано Фиджини · Италия                                                           | 06:25.82    |
| 1500 м в ластах             | Александр Одиноков · Украина                                                      | 12:19.95    | Алексей Шафигулин · Россия                                                            | 12:31.54    | Свен Лютцкендорф · Германия                                                        | 12:31.67    |
| 50 м в классических ластах  | Флори Ланг · Швейцария                                                            | WR 18.75    | Милан Медо · Словения                                                                 | 19.31       | Андрей Арбузов · Россия                                                            | 19.58       |
| 100 м в классических ластах | Сергей Селезнёв · Россия                                                          | 42.88       | Дмитрий Гаврилов · Беларусь                                                           | 42.89       | Флори Ланг · Швейцария                                                             | 43.14       |
| 200 м в классических ластах | Алексей Степанов · Россия                                                         | 1:37.72     | Андреа Рампаццо · Италия                                                              | 1:38.56     | Сергей Селезнёв · Россия                                                           | 1:38.57     |
| Эстафета 4×100 м в ластах   | Андреа Нава · Чезаре Фумарола · Джулиа Туньоли · Стефано Фиджини · Италия         | 2:22.08     | Павел Кабанов · Алексей Казанцев · Андрей Барабаш · Дмитрий Кокорев · Россия          | 2:22.50     | Дмитрий Сидоренко · Александр Конков · Евгений Степанчук · Денис Грубник · Украина | 2:23.24     |
| Эстафета 4×200 м в ластах   | Евгений Смирнов · Андрей Барабаш · Сергей Прус · Дмитрий Кокорев · Россия         | 5:28.46     | Андреа Нава · Чезаре Фумарола · Джулиа Туньоли · Стефано Фиджини · Италия             | 5:28.98     | Йенс Петер Островски · Ян Малковски · Флориан Критцлер · Кристоф Ёфнер · Германия  | 5:31.68     |
| Эстафета 4×3000 м           | Алексей Шафигулин · Александр Матюшин · Николай Резников · Роман Малетин · Россия | 1:49:02.50  | Александр Антоненко · Михаил Щербинин · Роман Благодир · Александр Одиноков · Украина | 01:50:07.70 | Альберто Рота · Алекс Баттиста · Джанлукка Аллегретти · Давид Де Челье · Италия    | 01:51:01.30 |
| 6000 м                      | Алексей Шафигулин · Россия                                                        | 54:22.90    | Давид Де Челье · Италия                                                               | 54:23.20    | Томаш Муя · Франция                                                                | 54:23.60    |
| 20000 м                     | Давид Де Челье · Италия                                                           | 02:58:35.20 | Христиан Хёра · Германия                                                              | 03:01:54.70 | Дмитрий Мальцев · Россия                                                           | 03:05:04.30 |

## Женщины
| Дисциплина                  | Золото                                                                                    | Золото       | Серебро                                                                                | Серебро     | Бронза                                                                      | Бронза      |
| --------------------------- | ----------------------------------------------------------------------------------------- | ------------ | -------------------------------------------------------------------------------------- | ----------- | --------------------------------------------------------------------------- | ----------- |
| 100 м с аквалангом          | Вера Илюшина · Россия                                                                     | 16.44        | Катерина Делова · Украина                                                              | 16.64       | Маргарита Артюшенко · Украина                                               | 16.68       |
| 400 м с аквалангом          | Елена Смирнова · Эстония                                                                  | 3:11.23      | Анастасия Красненкова · Россия                                                         | 3:12.37     | Дарья Дрегер · Россия                                                       | 3:13.25     |
| 800 м с аквалангом          | Вера Яровицкая · Россия                                                                   | 6:46.92      | Дарья Дрегер · Россия                                                                  | 6:47.94     | Доротти Оссаи · Венгрия                                                     | 6:48.26     |
| 50 м ныряние                | Катерина Делова · Украина                                                                 | 37.20        | Камилла Хейтц · Франция                                                                | 37.37       | Вера Илюшина · Россия                                                       | 37.53       |
| 50 м в ластах               | Лилла Секй · Венгрия                                                                      | 17.79        | Маргарита Артюшенко · Украина                                                          | 17.79       | Катерина Делова · Украина                                                   | 18.35       |
| 100 м в ластах              | Лилла Секей · Венгрия                                                                     | 39.27        | Вера Илюшина · Россия                                                                  | 39.80       | Маргарита Артюшенко · Украина                                               | 40.18       |
| 200 м в ластах              | Валерия Барановская · Россия                                                              | 1:28.96      | Яна Трофимец · Украина                                                                 | 1:30.93     | Ольга Шляховская · Украина                                                  | 1:31.44     |
| 400 м в ластах              | Яна Трофимец · Украина                                                                    | 3:16.12      | Елена Кононова · Россия                                                                | 3:20.00     | Василиса Кравчук · Россия                                                   | 3:21.20     |
| 800 м в ластах              | Яна Трофимец · Украина                                                                    | 6:49.69 ER   | Ольга Годована · Украина                                                               | 6:57.46     | Надежда Борисова · Россия                                                   | 6:57.94     |
| 1500 м в ластах             | Яна Трофимец · Украина                                                                    | 13:16.35 ER  | Надежда Борисова · Россия                                                              | 13:22.74    | Ольга Годована · Украина                                                    | 13:35.95    |
| 50 м в классических ластах  | Виталина Симонова · Россия                                                                | 21.85 WR     | Ирина Воднева · Россия                                                                 | 22.38       | Элиза Мамми · Венгрия                                                       | 22.55       |
| 100 м в классических ластах | Виталина Симонова · Россия                                                                | 47.36        | Ирина Воднева · Россия                                                                 | 48.62       | Лилла Штир · Венгрия                                                        | 49.02       |
| 200 м в классических ластах | Виталина Симонова · Россия                                                                | 1:44.04 WR   | Лилла Штир · Венгрия                                                                   | 1:48.02     | Элиза Мамми · Италия                                                        | 1:48.05     |
| Эстафета 4×100 м            | Валерия Барановская · Елена Кононова · Анна Бер · Вера Илюшина · Россия                   | 6 2:40.19 ER | Маргарита Артюшенко · Катерина Делова · Анастасия Антоняк · Ольга Шляховская · Украина | 2:40.50     | Лилла Секей · Петра Сенански · Хаяналка Дебрецени · Сцилла Кароли · Венгрия | 2:44.72     |
| Эстафета 4×200 м            | Вера Илюшина · Елена Кононова · Василиса Кравчук · Валерия Барановская · Россия           | 6:03.48 WR   | Ольга Шляховская · Анастасия Антоняк · Ольга Годована · Яна Трофимец · Украина         | 6:08.06     | Петра Сенански · Сцилла Кароли · Хаяналка Дебрецени · Лилла Секей · Венгрия | 6:15.31     |
| Эстафета 4×3000 м           | Анастасия Красненкова · Людмила Тихонова · Елена Кононова · Алёна Оловянишникова · Россия | 01:57:28.00  | Татьяна Красногор · Юлия Чумак · Светлана Жукова · Евгения Олейникова · Украина        | 01:59:01.90 | Сильвия Баронцини · Элиза Джубилео · Ноэми Мелотти · Сара Туррини · Италия  | 01:59:21.60 |
| 6000 м                      | Татьяна Красногор · Украина                                                               | 58:51.20     | Алёна Оловянишникова · Россия                                                          | 59:02.90    | Петра Хостинска · Чехия                                                     | 59:05.70    |
| 20000 м                     | Марина Умеренко · Россия                                                                  | 03:07:11.20  | Зузана Свозилова · Чехия                                                               | 03:11:56.80 | Сара Туррини · Италия                                                       | 03:12:07.50 |